# Apteranthes
Die Gattung Apteranthes gehört zur Unterfamilie der Seidenpflanzengewächse (Asclepiadoideae) in der Familie der Hundsgiftgewächse (Apocynaceae). Die Blüten dieser sukkulenten Pflanzen verströmen einen unangenehmen Geruch.

## Beschreibung

### Vegetative Merkmale
Apteranthes-Arten wachsen als stammsukkulente ausdauernde Pflanzen. Die sukkulenten, 1 bis 2,5 cm breiten, grünen oder blau-grünen Sprossachsen sind glatt, ungehaart, besitzen vier scharfe Kanten und erreichen Wuchshöhen von 5 bis zu 40 cm und stehen in Pulks zusammen oder kriechen einzeln und können dann bis 70 cm lang sein. Sie enthalten klaren Milchsaft. Die zu Schuppen reduzierten, ungestielten, sukkulenten Blätter fallen schnell ab.

### Blütenstände und Blüten

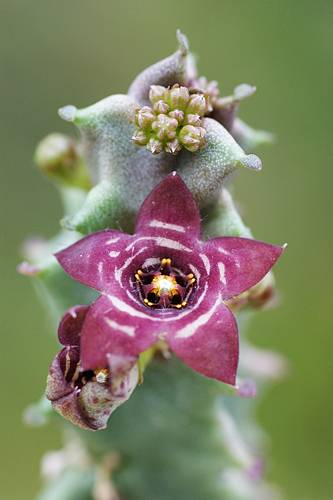
Apteranthes europaea

Die an den Internodien, nahe der Spitze der Sprossachse gebildeten, auf glatten Blütenstandsachsen stehenden, pseudodoldigen Blütenstände enthalten drei bis 15 ungestielte Blüten. Die unangenehm nach Exkrementen oder süßlich (Apteranthes burchardii) riechenden Blüten sind zwittrig, radiärsymmetrisch, fünfzählig mit einem doppelten Perianth. Die fünf Kelchblätter sind nur an ihrer Basis verwachsen. Die fünf 6 bis 16 mm langen Kronblätter sind flächig bis glockenförmig nur an ihrer Basis oder zwischen einem Viertel bis der Hälfte ihrer Länge verwachsen. Die Ränder der Kronzipfel sind zurückgebogen und glatt, bei Apteranthes europaea bewimpert. Die Innenseite der Kronblätter ist cremefarben bis gelb oder purpurfarben, einfarbig, purpurfarben gefleckt oder gestreift, bei Apteranthe tuberculata mit Warzen, glatt, papillös oder auf der ganzen Fläche oder auf den Bereich der Kronröhre konzentriert behaart. Die Außenseite der Kronblätter ist grün oder rosafarben, bei Apteranthes europaea purpurfarben gefleckt. Das gelbe oder purpurrote „Gynostegium“ ist ungestielt. Die Nebenkrone ist in staminale und interstaminale Nebenkrone gegliedert. Der freie Bereich der staminalen Nebenkrone ist gelb oder purpurrot. Die aufrechten Pollinien sind D-förmig. Es sind zwei glatte, freie, oberständige Fruchtblätter vorhanden. Der Narbenkopf ist weiß. Es wird meist Nektar gebildet.

### Früchte und Samen
Die meist paarig, aufrecht angeordneten Balgfrüchte sind glatt, mit einem Durchmesser von 4 bis 8 mm schlank, im Querschnitt eiförmig und mit 5 bis 13 cm oft recht lang. Die von hell- bis dunkel-braunen Samen sind eiförmig, 5 bis 9 mm lang, 3 bis 6 mm breit. Sie besitzen an den Rändern 1 mm breite, ganzrandige Flügel und 1,5 bis 3 cm lange, reinweiße Flughaare.

### Chromosomenzahlen
Die Chromosomenzahlen betragen 2n = 22 (Apteranthes europaea, Apteranthes tuberculata), 66 (Apteranthes burchardii subsp. maura, Apteranthes joannis) oder 132 (Apteranthes burchardii subsp. burchardii).

## Systematik und Verbreitung
Das Verbreitungsgebiet erstreckt sich von der Iberischen Halbinsel über Nordafrika nach Makaronesien und zur Arabischen Halbinsel und in Asien bis Indien. Nordafrika ist das Zentrum der Artenvielfalt.
Der Gattungsname wurde Apteranthes 1835 wurde von Johann Christian Mikan in Nova Acta Physico-medica Academiae Caesareae Leopoldino-Carolinae Naturae Curiosorum Exhibentia Ephemerides sive Observationes Historias et Experimenta, 17 (2), S. 594, Tafel 41 erstveröffentlicht. Typusart ist Apteranthes gussoneana J.C.Mikan, heute ein Synonym von Apteranthes europaea (Guss.) Plowes. Die Gattung Caralluma R.Br. wurde von Darrel Charles Herbert Plowes 1995 in acht Gattungen aufgeteilt. Apteranthes J.C.Mikan wurde reaktiviert. Für Apteranthes J.C.Mikan gibt es das Synonym Borealluma Plowes.
Die Gattung Apteranthes gehört zur Subtribus Stapeliinae aus der Tribus Ceropegieae in der Unterfamilie Asclepiadoideae innerhalb der Familie der Apocynaceae.

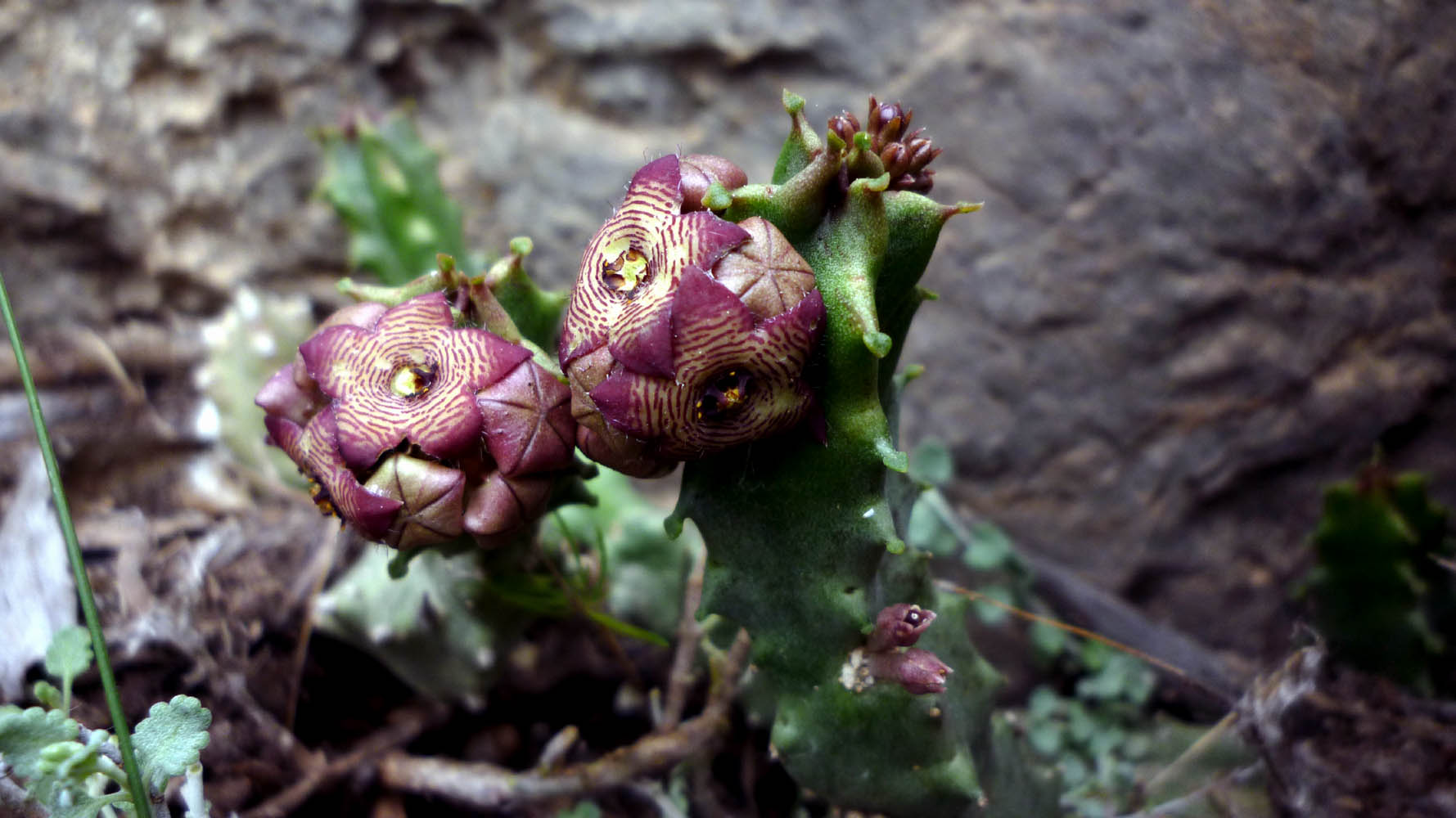
Apteranthes europaea

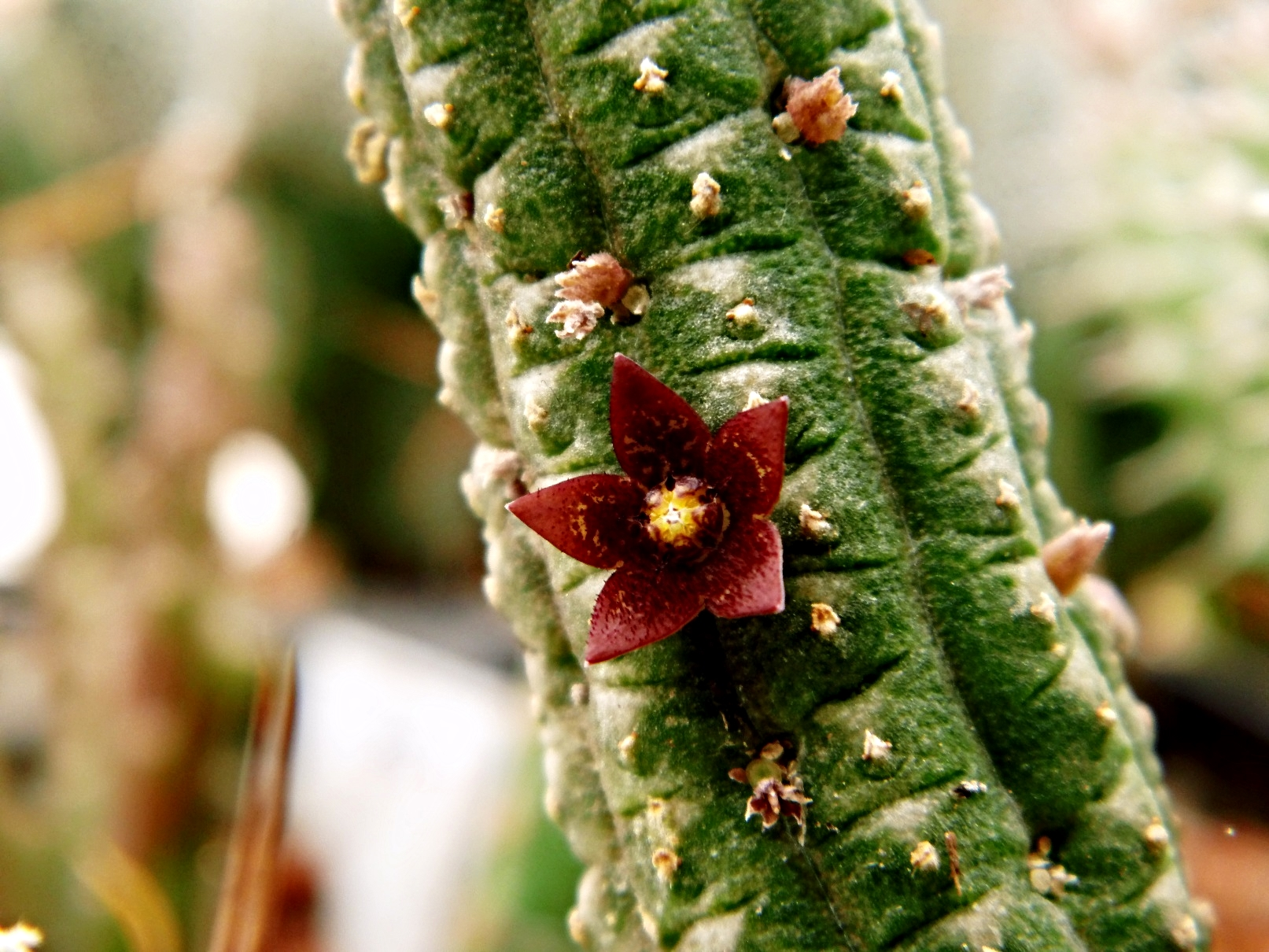
Apteranthes europaea

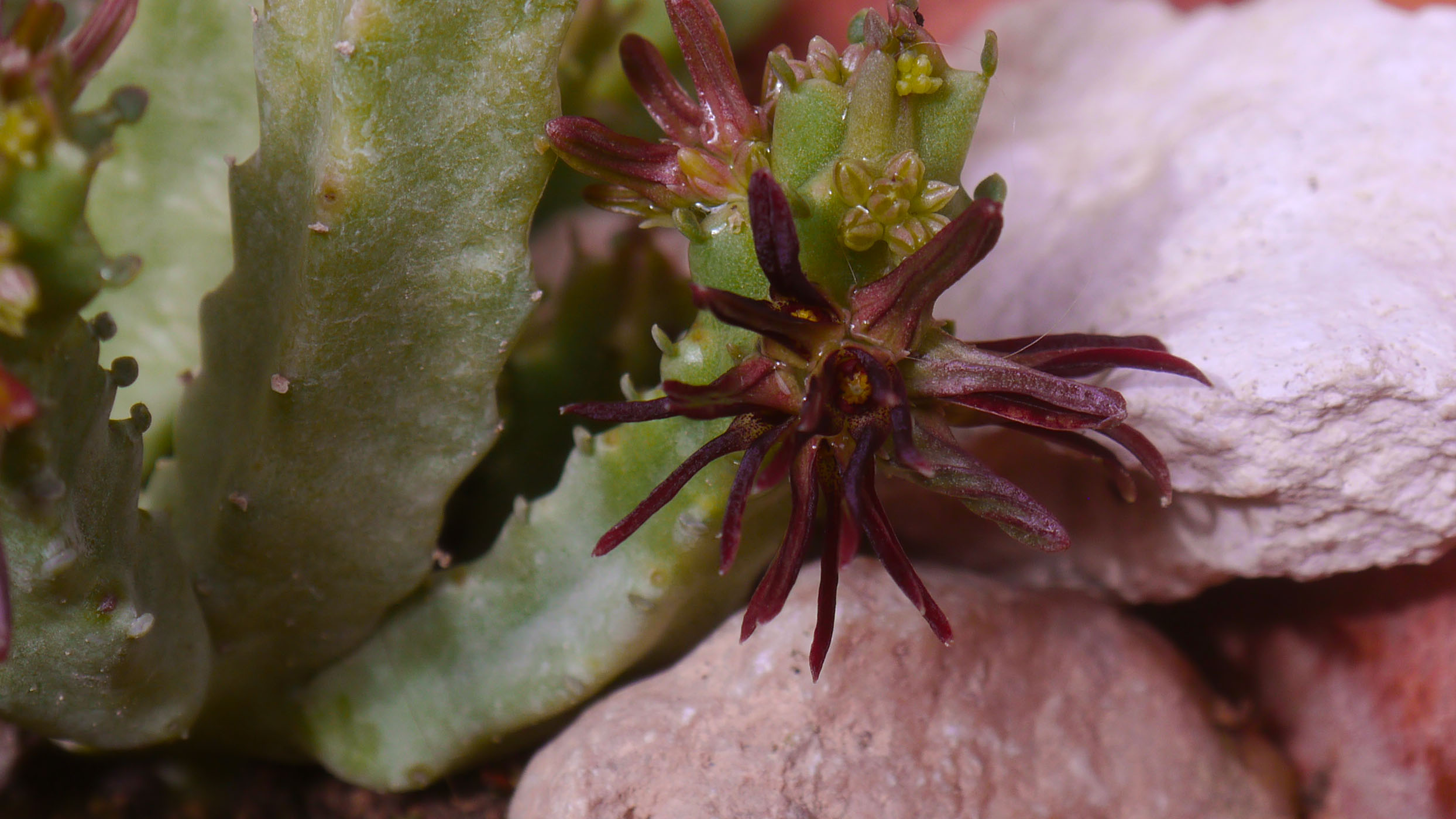
Apteranthes munbyana

Es gibt etwa sechs (bis acht) Apteranthes-Arten:
- Burchards Fliegenblume (Apteranthes burchardii (N.E.Br.) Plowes): Mit zwei Unterarten:
  - Apteranthes burchardii subsp. burchardii: Sie kommt auf den Kanarischen Inseln Fuerteventura, nördliches Lanzarote, La Graciosa, Lobos und Gran Canaria vor.[5]
  - Apteranthes burchardii subsp. maura (Maire) Meve & F.Albers: Ihre Heimat ist Marokko.[5]
- Apteranthes europaea (Guss.) Plowes: Mit drei Unterarten:
  - Apteranthes europaea subsp. europaea: Sie kommt im südöstlichen Spanien, in Linosa, Lampedusa und im nördlichen Afrika vor.
  - Apteranthes europaea subsp. negevensis (D.Zohary)  M.B.Crespo (Syn.: Apteranthes negevensis (D.Zohary) Plowes, Apteranthes europaea var. judaica (Zohary) Plowes): Sie kommt vom westlichen Jordanien bis zur Sinaihalbinsel vor.[5]
  - Apteranthes europaea subsp. maroccana (Hook.f.) Plowes: Sie kommt nur in Marokko vor.[5]
- Apteranthes faucicola (Bruyns) Plowes: Die 2013 erstbeschriebene Art kommt im nördlichen Jemen vor.[5]
- Apteranthes joannis (Maire) Plowes: Sie kommt in Marokko vor.[5]
- Apteranthes munbyana (Decne. ex Munby) Meve & Liede (Syn.: Apteranthes munbyana subsp. hispanica (Coincy) Maire): Sie kommt im östlichen Spanien, in Algerien und in Marokko vor.[5]
- Apteranthes staintonii (H.Hara) Meve & Liede: Sie kommt im westlichen Nepal vor.[5]
- Apteranthes tuberculata (N.E.Br.) Meve & Liede: Sie kommt von Afghanistan bis ins nordwestliche Indien und in Jordanien vor.[5]